# Coalport
Coalport é um distrito localizado no estado norte-americano de Pensilvânia, no Condado de Clearfield.

## Demografia
Segundo o censo norte-americano de 2000, a sua população era de 490 habitantes.
Em 2006, foi estimada uma população de 463, um decréscimo de 27 (-5.5%).

## Geografia
De acordo com o United States Census Bureau tem uma área de
1,0 km², dos quais 1,0 km² cobertos por terra e 0,0 km² cobertos por água. Coalport localiza-se a aproximadamente 429 m acima do nível do mar.

## Localidades na vizinhança
O diagrama seguinte representa as localidades num raio de 16 km ao redor de Coalport.